# Нижня Слудка
Нижня Слу́дка (рос. Нижняя Слудка) — присілок в Глазовському районі Удмуртії, Росія.

## Населення
Населення — 46 осіб (2010; 64 в 2002).
Національний склад станом на 2002 рік:
- удмурти — 95 %

## Урбаноніми[3]
- вулиці — Нижньо-Слудська